# Athlético New Oil FC
Der Athlético New Oil Football Club (bis 2022 Atlético Olympic FC, vollständiger Name: Henry Athlético Olympique Football Club) ist ein burundischer Fußballverein aus Bujumbura.

## Geschichte
Der Verein spielt aktuell in der Burundi Premier League. Bisher gelangen ihnen zwei nationale Meistertitel (2004 & 2011), sowie 2000 der einzige Pokalsieg. 2012 nahm man erstmals an der CAF Champions League teil. 2022 fusionierte Atlético Olympic FC mit New Oil FC zu Athlético New Oil FC.

## Stadion
Seine Heimspiele trägt der Verein im 22.000 Zuschauer fassenden Prince Louis Rwagasore Stadium in Bujumbura aus.

## Erfolge
- Burundischer Meister: 2004, 2011
- Burundischer Pokalsieger: 2000
- Burundischer Pokalfinalist: 2011, 2015

## Statistik in den CAF-Wettbewerben
| Wettbewerb                    | Runde         | Gegner                | Hinspiel | Rückspiel |  |
| ----------------------------- | ------------- | --------------------- | -------- | --------- |  |
|                               |               |                       |          |           |  |
| African Cup Winners’ Cup 2001 | Qualifikation | Mukura Victory Sports | 3:0 (H)  | 0:1 (A)   |  |
|                               | 1. Runde      | Kumbo Strikers        | n. a.    | n. a.     |  |
| CAF Champions League 2012     | Qualifikation | AS Vita Club          | 0:5 (A)  | 4:1 (H)   |  |
| CAF Confederation Cup 2016    | Qualifikation | Fomboni FC            | 0:1 (A)  | 2:0 (H)   |  |
|                               | 1. Runde      | CF Mounana            | 0:2 (H)  | 0:3 (A)   |  |

- 2001: Der Verein verzichtete aus finanziellen Gründen auf die Spiele gegen Kumbo Strikers und schied aus dem Wettbewerb aus.